# Manutenibilità
La manutenibilità ha due significati: il primo sul piano statistico, il secondo come requisito.

## Descrizione
Nel primo caso è la probabilità di un sistema, in assegnate condizioni di funzionamento, di essere riportato in uno stato nel quale possa svolgere la funzione richiesta. Ciò avviene quando la manutenzione è realizzata nelle condizioni determinate, e con procedure e mezzi prescritti.
Nel secondo caso esprime un importante requisito di progetto di un sistema che definisce la sua capacità di essere facilmente ripristinato qualora sia necessario realizzare un intervento di manutenzione. La manutenibilità rappresenta cioè il requisito indispensabile del sistema per ottimizzare l'implementazione delle attività manutentive: si misura in tempo e costo del singolo intervento.
In tal senso la manutenibilità ha diversi subrequisiti quali (nell'edilizia): la non sporcabilità, la capacità di autopulizia, la capacità di automanutenzione, la pulibilità, la manutenibilità da parte di un utilizzatore, l'ispezionabilità, la riparabilità, la smontabilità, la sostituibilità.

### Testi di carattere interdisciplinare
- S.B. Blanchard, Design and Manage to Life Cycle Cost, Forest Grove, Weber System, 1978.
- S.B. Blanchard, Logistics Engineering and Management, 4ª ed., Englewood Cliffs, New Jersey, Prentice-Hall, Inc., 1992.
- S.B. Blanchard, Maintainability: A Key to Effective Serviceability and Maintenance Management, New York, John Wiley & Sons Inc., 1995.
- E. Cescon, M. Sartor, La Failure Mode and Effect Analysis (FMEA), Milano, Il Sole 24 ore, 2010, ISBN 978-88-6345-130-6.
- R. Denney, Succeeding with Use Cases: Working Smart to Deliver Quality, Addison-Wesley Professional Publishing, 2005.
- C.E. Ebeling, An Introduction to Reliability and Maintainability Engineering, Boston, McGraw-Hill Companies, Inc., 1997.
- K.C. Kapur, L.R. Lamberson, Reliability in Engineering Design, New York, John Wiley & Sons, 1977.
- L. Leemis, Reliability: Probabilistic Models and Statistical Methods, Prentice-Hall, 1995, ISBN 0-13-720517-1.
- P. D. T. O'Connor, Practical Reliability Engineering, 4ª ed., New York, John Wiley & Sons, 2002.
- J.D. Patton, Maintanability and Maintenance Management, North Carolina, Instrument Society of America, Research Triangle Park, 1998.
- M. Broccoletti, Gli strumenti della Qualità, http://www.lulu.com, 2013.
- E. Grassani L'errore come causa di infortunio  2022  Editoriale Delfino Milano 2022, ISBN 978-88-31221-68-9

### Testi specifici per il campo dell'edilizia
- AA. VV., La qualità edilizia nel tempo, Milano, Hoepli, 2003.
- Bruno Daniotti, Durabilità e manutenzione in edilizia, Torino, UTET, 2012.
- Vittorio Manfron, Qualità e affidabilità in edilizia, Milano, Franco Angeli, 1995.
- UNI, UNI 11156-1, Valutazione della durabilità dei componenti edilizi. Terminologia e definizione dei parametri di valutazione, 2006.
- UNI, UNI 11156-2, Valutazione della durabilità dei componenti edilizi. Metodo per la propensione all’affidabilità, 2006.
- UNI, UNI 11156-3, Valutazione della durabilità dei componenti edilizi. Metodo per la valutazione della durata (vita utile), 2006.